# Eupackardia calleta
Eupackardia calleta este o specie de molie din familia Saturniidae. Este singura specie din genul Eupackardia.  Este întâlnită în Mexic, Guatemala și sudul Arizonei, New Mexico și Texas din Statele Unite. 

## Descriere
Are o anvergură de 8 până la 11 cm.
Larvele au ca principală sursă de hrană specii de Fraxinus, Leucophyllum frutescens, Sapium biloculare și Fouquieria splendens. 